# 宮崎銀行
株式会社宮崎銀行（みやざきぎんこう、英: The Miyazaki Bank Ltd.）は、宮崎県宮崎市に本店を置く中位の地方銀行である。宮崎県の指定金融機関。

## 概要
本店をおく宮崎県内をはじめ、県外では鹿児島県に鹿児島営業部を設置する他4か店を置くなど、地盤として重視している。また、大分県、熊本県、福岡県、大阪府、東京都にも各1店舗を開設している。このうち熊本支店と東京支店は空中店舗とされている。
2007年（平成19年）7月以降、個人特化型の店舗として、「みやぎんほっと」を展開している。

## 歴史
宮崎県には当行の設立以前に日向中央銀行や宮崎銀行（旧）といった銀行が存在したが、1930年代はじめの不況に際して経営が破綻したため、救済策として県が出資する形で発足した

### 沿革
- 1932年（昭和7年） 7月 - 日向興業銀行として設立（資本金2百万円）。
- 1933年（昭和8年）12月 - 延岡銀行（旧第百四十五国立銀行）と合併[3]。
- 1962年（昭和37年）8月 - 宮崎銀行に商号変更。
- 1971年（昭和46年）8月 - 新本店落成。
- 1973年（昭和48年）1月 - 預金オンライン開始。
- 1975年（昭和50年）10月 - 福岡証券取引所上場。
- 1982年（昭和57年）
  - 5月 - 事務センター竣工。
  - 10月 - 新総合オンラインシステム―MACS―稼動開始。
- 1986年（昭和61年）9月 - 東京証券取引所および大阪証券取引所に上場。
- 2001年（平成13年）1月 - 新総合オンラインシステム稼動開始。
- 2008年（平成20年）5月 - 本店別館開設。
- 2011年（平成23年）1月4日 - 「じゅうだん会共同版システム」稼動開始[4]。

## 自動機サービス

### 地域金融機関との提携
ATMでは、「九州ATMネットワーク」により、福岡銀行・筑邦銀行・佐賀銀行・十八親和銀行（旧十八銀行・旧親和銀行）・肥後銀行・大分銀行・鹿児島銀行・西日本シティ銀行のカードによる出金については自行扱いとなる。さらに、肥後銀行と鹿児島銀行のカードによる入金についても自行扱いである。

### コンビニATM
セブン銀行と提携しており、全国の同行ATMで入出金が可能である。また、2009年（平成21年）12月7日より、イーネットによる共同コンビニATMサービスを開始した。

## CMソング
CMソングになっている「夢に逢いに行こう」が、「秘密のケンミンSHOW 秋の大カミングアウト収穫祭」の「ケンミンのヒットソング」で取り上げられた。スタジオ出演していた東国原英夫知事（当時）は、「これを聞くと癒されますね」、「ぐっすり眠れます」とコメントしている。
歌っているのは、プロではなく行員で結成されたアカペラグループである。番組内でこの歌は宮崎県民なら誰でも歌えると紹介された。これは地元テレビでこのCMソングが頻繁に流れていることが一因であるとされる。

## 関連会社・財団
- 宮銀ビジネスサービス株式会社
- 株式会社宮銀コンピュータサービス
- 宮銀リース株式会社
- 株式会社宮銀ベンチャーキャピタル
- 宮銀保証株式会社
- 宮銀カード株式会社
- 一般財団法人みやぎん経済研究所

## ギャラリー

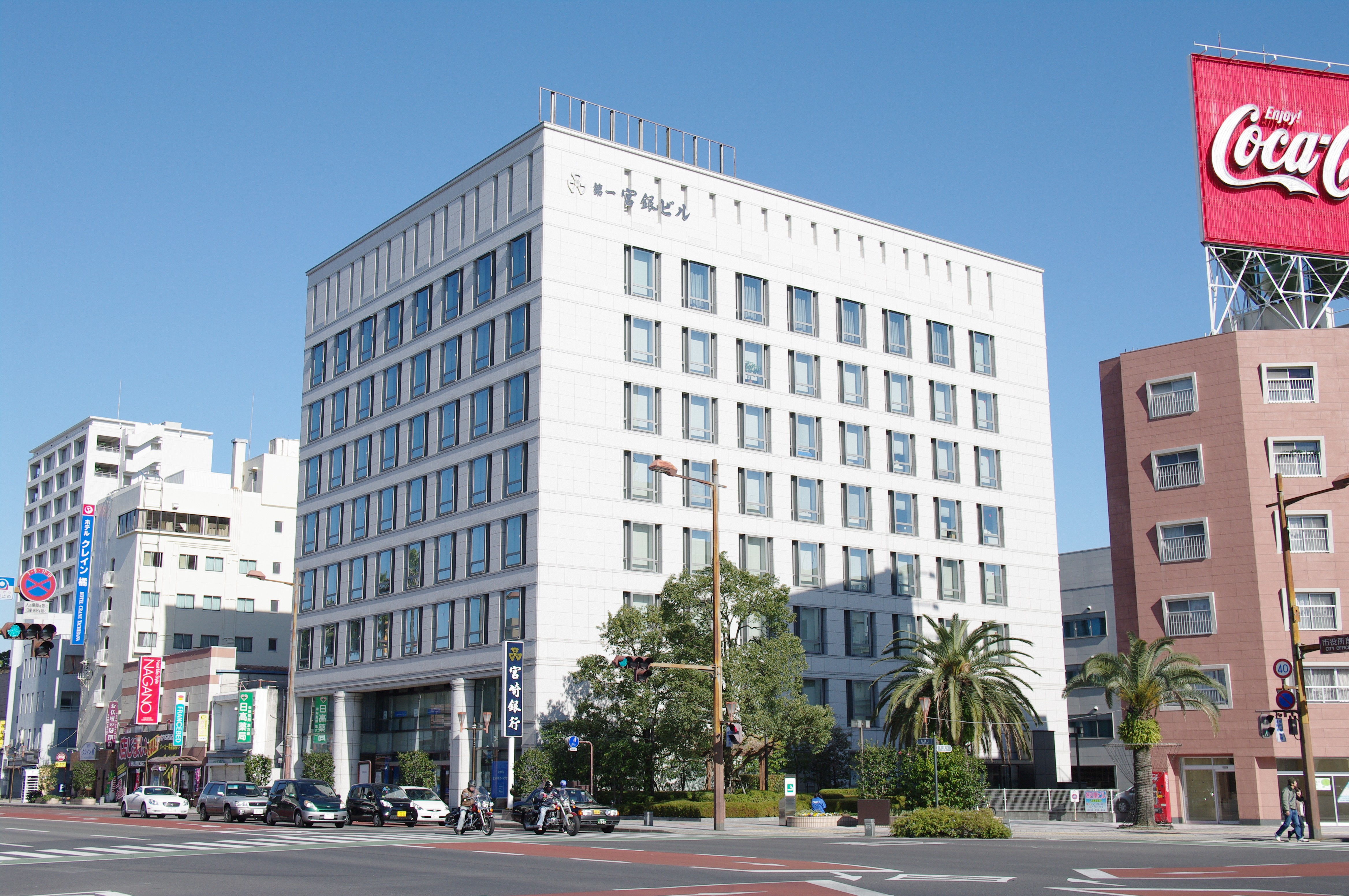
宮崎支店（第一宮銀ビル）
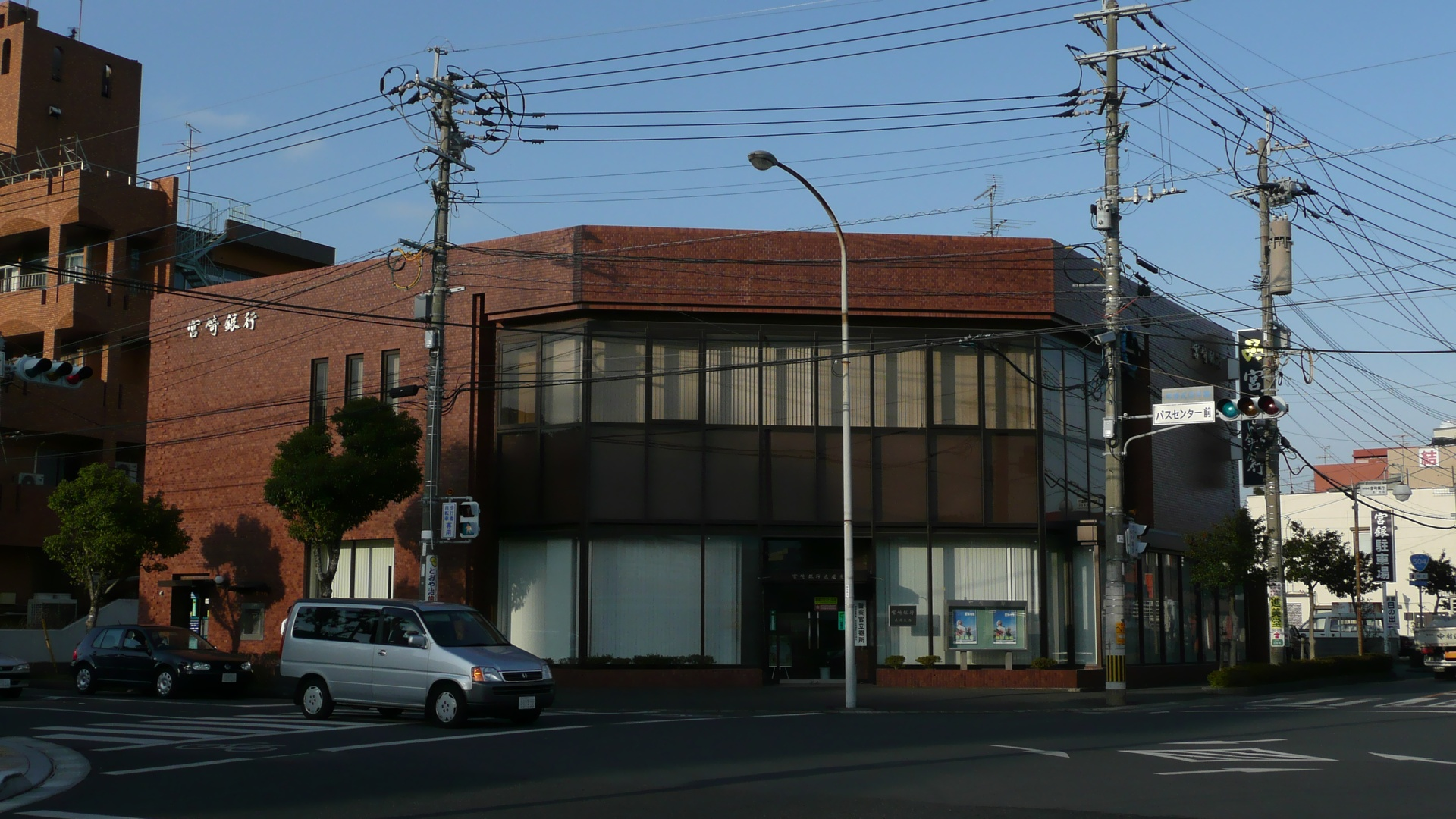
鹿屋支店

## 不祥事
- 経営企画部、鹿児島南支店、審査部に勤務していた男性行員（46歳）が、2011年11月から2019年11月にかけ、投資信託取引残高報告書の偽造（被害額2,000,000 円）、定期預金証書の改ざん（被害額 20,000,000 円）、融資金の着服（被害額 22,609,200 円）、定期預金証書の偽造（被害額 69,000,000 円）を行い総額1億1,360万9,200円を着服していた。2020年1月10日付で懲戒解雇処分[5]。この不正は2019年11月12日に外部から情報提供があり、銀行で内部調査した結果明らかになったものだが、男性行員は11月19日病気を理由に欠勤していて、その後、消息がつかめない状況の中、12月2日には複数の顧客から預金を詐取したことも判明。元男性行員は3月14日、宮崎市内のコンビニで「91円の炭酸水」を万引きして逮捕された。それまで逃亡生活を続けていた[6]。
- 門川支店に勤務していた女性行員（30歳）が2018年4月から2019年11月にかけてカードローン融資金の着服（被害額343,666円）、普通預金の着服（被害額10,500 円）、投資信託購入資金および解約金の着服（被害額 1,892,286 円）、個人年金保険解約金の着服（被害額 9,138,795 円）を行い総額1,138万5,247円を着服していた。2020年1月17日付で懲戒解雇処分[5]。同時期に2名の行員による不祥事案が発表された。